# Альбрехт Зуербер
Альбрехт II Зуербер (нім. Albert II. Suerbeer; бл. 1200—1272/1273) — 1-й архієпископ Ризький в 1255—1273 роках.

## Життєпис
Народився близько 1200 року в Кельні. Здобув освіту у французькому університеті Сорбонна, де отримав ступінь магістра. Вступив до домініканського ордену. Після смерті ризького єпископа Альбрехта I фон Буксгевдена 1229 року Герхард Ольденбурзький, архієпископ Бременський, призначив Альбрехта Зуербера єпископом Ризьким. Втім тамтешній клір це призначення не визнав і обрав свого кандидата Николаса фон Науена. Втім головною причиною стало скептичне ставлення Зуербера до Ордену мечоносців.
Для вирішення суперечки сторони звернулися до папи римського Григорія IX, який спрямував до Риги свого легата Балдуїна Альнського. У липні 1230 року той прибув до Риги і, розібравшись з аргументами капітулу, зробив вибір на користь фон Науена. У 1231 році папа римський затвердив останнього єпископом Риги. З 1231 року був каноніком Бременського собору. У 1233 року стає каноніном Кельнського собору.
У 1240 році Зуербер призначається архієпископом Арми і примасом Ірландії. Проте вступив у конфлікт з єпископами Дубліну, Кашема і Туаму.
На Першому Ліонському соборі в 1245 році виявив себе прихильником папи римського Інокентія IV. Невдовзі після цього за наказом Папського престолу повертається до Німеччини, де повинен був організувати спротив імператорові Фрідріху II Гогенштауфену. Його призначають архієпископом Пруссії, Лівонії та Естонії, а дещо пізніше — папським легатом на Готланді, в Гольштейні, Рюген. У 1246 році він також отримав посади єпископа Любекського і адміністратора єпископства Кімзеє в Баварії.
Після смерті ризького єпископа Ніколауса фон Науена 1253 року призначено єпископом Ризьким. Доручено було хрестити племена воді та карелів, отримавши титул єпископа Інгрії і Карелії. 1255 року підвищено до архієпископа з підпорядкуванням його владі єпископств Курляндського, Дерптського, Самбійського, Ерландського, Помезанського, Кульмського, Езель-Віцького. Продовжив розбудову Ризького собору.
Втім поступово його стосунки з Лівонським орденом, що підпорядковувався Тевтонському ордену, погіршувалися. 1267 року отримав допомогу від Гунцеліна III, графа Шверіна. Обидві сторони стали готуватися до відкритого протистояння. Тому було застосовано заходи для збору найманців та зведення фортець у володіннях архієпископа Альбрехта II. Але 1269 року його було захоплено в полон лівонськими лицарями, які тримали Зуербера під вартою до 1271 року, поки він не погодився визнати зверхність Ордену над Ризьким архієпископством. Помер наприкінці 1272 або на початку 1273 року.